# ژانگ ژیلی
ژانگ ژیلی (انگلیسی: Zhang Zhilei؛ زادهٔ ۲ مهٔ ۱۹۸۳) بوکسور اهل چین است.